# Illuka kommun
Illuka vald är en kommun i Estland.   Den ligger i landskapet Ida-Virumaa, i den östra delen av landet, 170 km öster om huvudstaden Tallinn. Illuka vald ligger vid sjön Puhatu Järv.
Följande samhällen finns i Illuka vald:
- Kuremäe
- Kurtna